# Gnaphalopoda fallax
Gnaphalopoda fallax är en skalbaggsart som beskrevs av Blackburn 1892. Gnaphalopoda fallax ingår i släktet Gnaphalopoda och familjen Melolonthidae. Inga underarter finns listade i Catalogue of Life.